# Camel Up

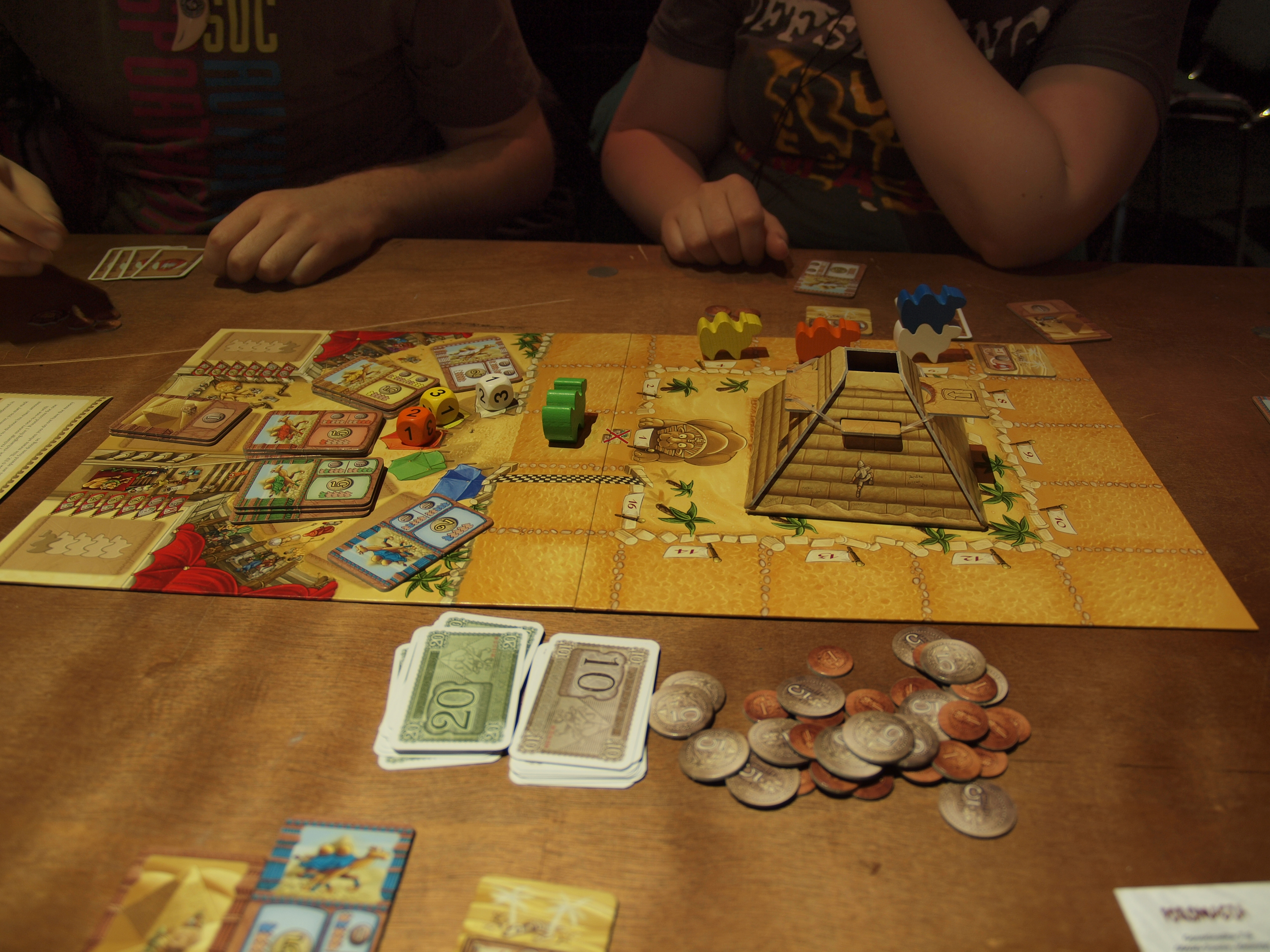
Partida de Camel Up

Camel Up és un joc de tauler creat per Steffen Bogen i guanyador del premi Spiel des Jahres de 2014, un guardó que va valorar la rapidesa en aprendre les regles de joc (que permet que sigui un joc familiar) i el disseny gràfic dels seus components. Combina l'atzar amb la mecànica de les apostes i l'estratègia en un entorn ambientant en curses de camells a l'Antic Egipte, on cada jugador ha de fer-se ric decidint qui guanya o perd cada cursa. Està indicat per a jugadors a partir dels vuit anys.

## Funcionament del joc
Hi ha cinc camells de color blanc, blau, taronja, verd i groc que competeixen donant voltes a un circuit. Dins d'una piràmide de cartró hi ha cinc daus, que indiquen en cada cas quin camell es mou i quantes caselles. A cada torn, el jugador tomba la piràmide i activa el disparador, llavors cau un dels daus de l'interior i mou el camell corresponent. Quan un camell cau en una casella prèviament ocupada per un altre, s'hi apila al capdamunt, d'aquí el títol del joc. Si hi ha una pila de camells, es mou com un bloc, de forma que un camell pot avançar encara que no hagi sortit el seu dau. Sempre es mou el camell corresponent i tots els que hi hagi a sobre d'ell, i es queden endarrerits els de sota. Interessa, per tant, col·locar el camell al capdamunt de cada pila perquè és el que compta com a primer.
Els jugadors aposten quin camell quedarà primer i últim en cada cursa col·locant unes cartes del color corresponent i guanyant més o menys monedes en funció del resultat i de l'ordre d'aposta (qui primer s'arrisca a decidir qui és el vencedor i el derrotat guanya més monedes que els que imiten la jugada). Es pot apostar a més d'un camell, però si les fitxes no queden en les tres primeres posicions, es perd la quantitat apostada i una penalització, de manera que s'ha de decidir estratègicament on s'empren els diners. Per complicar la cursa, existeixen unes fitxes de desert que fan que cada camell avanci o retrocedeixi caselles i que poden alterar el resultat de la cursa.
Una cursa consta de diverses rondes, cadascuna d'elles fins que han sortit els cinc daus de cada color. El joc acaba quan finalitza la ronda després que un dels camells hagi arribat a la línia de meta. Encara que diversos camells creuïn aquesta línia en la mateixa ronda, es considera guanyador el primer d'ells. La partida és ràpida, amb una durada inferior a l'hora i permet que hi participin entre dos i vuit jugadors, tots ells movent els cinc camells. Com que ningú no sap quines són les apostes dels adversaris fins que s'acaba la cursa, cada jugador ha de moure les fitxes pensant en la seva aposta i mirant de perjudicar l'estratègia que hom suposa que tenen els rivals. Aquest component competitiu o d'intriga afegeix suspens al joc.